# Эма
Эма (яп. 絵馬, えま эма, «рисунок лошади» или «нарисованная лошадь») — небольшие вотивные дощечки из дерева, на которых синтоисты записывают свои прошения или благодарности. После заполнения эма вешают в святилище для того, чтобы ками получили обращённые к ним послания.

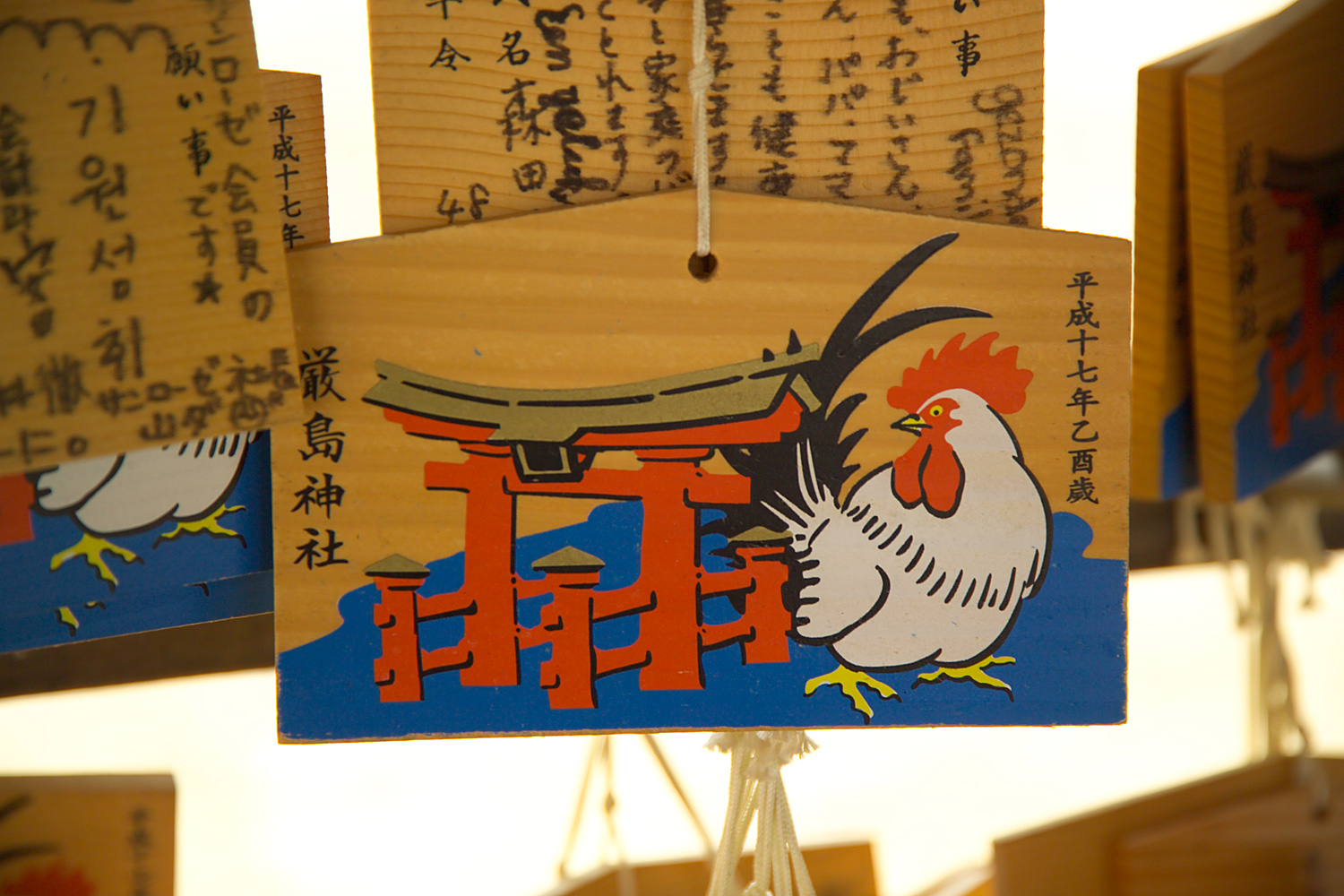
Эма в святилище Ицукусима

В старину считалось, что на лошадях ездят ками, лошадь (как правило, белую) приносили в дар храму, чтобы призвать божество. Кроме того, они могли считаться посланцами или слугами богов, и участвовали в различных ритуалах. Особые храмовые конюшни - симмэ - и сегодня можно увидеть в храме Исэ. Со временем эта традиция преобразовалась в обряд приношения фигурок лошадей, а позже - деревянных дощечек с изображением лошади или другой жертвы. Все эма в святилище сжигались в определённые дни, чтобы с дымом передать пожелания богам.
Обычай дарения эма существовал уже в эпоху Нара, самые старые найденные эма датируются VIII веком. Обряды, связанные с ними, упоминаются в «Кондзяку моногатари» XI века. В эпоху Муромати размеры эма стали походить на современные, а изображённые сюжеты стали крайне разнообразными. Как правило, они изготовлялись в святилище, а верующие писали на них свои молитвы; некоторые расписывали сами прихожане. Постепенно размер табличек увеличивался.
Некоторые большие эма - ооэма - расписывали известные художники, сегодня их можно увидеть в музеях.
Изображение на эма может соответствовать желанию или ситуации (например, супруги, смотрящие в разные стороны - просьба о разводе; чёрный бык - символ божества учёности Тэндзина - желание совершенствоваться в неком искусстве); могут изображаться и подношения богам - сакэ, рис. Кроме того, на табличках часто изображаются символы различных святилищ; таких, как лиса в святилищах Инари.
Сверху проделывается отверстие, чтобы дощечку можно было повесить в специально отведённом месте.
В синтоистских храмах продаются эма с различными мотивами. Часто встречаются прошения об успехе в карьере или на экзаменах, о семейном благополучии, рождении ребёнка и о ниспослании доброго здоровья, а также новогодние пожелания. Некоторые святилища специализируются на жертвоприношениях определённым ками. Доходы от продажи табличек идут на поддержание храма в должном виде.
В некоторых святилищах эма (особенно ооэма) вывешиваются в специальном здании - эма-дэн или эмадо.